# Flugabwehrkommando Luxemburg
Das Flugabwehrkommando Luxemburg war ein Kommandostab auf Brigadeebene der Luftwaffe im Zweiten Weltkrieg. Die Aufstellung des Brigadestabes erfolgte am 15. Mai 1940 durch Umbenennung des Flugabwehrkommandos Mosel und wurde bereits am 18. Mai 1940 in den Stab der künftigen Flak-Brigade Frantz umbenannt. Das Flugabwehrkommando Luxemburg unterstand taktisch dem Luftgaukommando XII und übernahm die operative Führung der deutschen Flakkräfte im Raum Luxemburg-Südbelgien. Ihm unterstanden das Flak-Regiment 30 sowie das Festungs-Flak-Regiment 32. Einziger Kommandeur war Oberst Gotthard Frantz.